# Festival RTP da Canção 1992
O XXVIII Festival RTP da Canção 1992 foi o vigésimo oitavo Festival RTP da Canção, a final teve lugar no dia 7 de Março de 1992 no Teatro São Luiz, em Lisboa, a 1ª semifinal teve lugar no dia 12 de Janeiro de 1992, a 2ª semifinal teve lugar no dia 19 de Janeiro de 1992, a 3ª semifinal teve lugar no dia 26 de Janeiro de 1992, a 4ª semifinal teve lugar no dia 2 de Fevereiro de 1992 e a 5ª semifinal teve lugar no dia 9 de Fevereiro de 1992 nos estúdios da RTP.
Ana Zanatti e Eládio Clímaco foram os apresentadores da final do festival e das cinco semifinais foi Júlio Isidro.

## Festival
Em 1992 o Festival volta a ter semifinais, o que já não acontecia desde 1980.
A RTP dividiu o certame em duas partes, convidando cinco compositores a fazerem uma canção para a grande final do Festival RTP desse ano. As outras cinco canções vieram das semifinais do Festival que tiveram lugar durante cinco semanas (de 12 de Janeiro a 9 de Fevereiro) no programa "Entretenimento Total", apresentado por Júlio Isidro, aos domingos à tarde. Aí, um júri de sala composto por cinco elementos votou de 1 a 10 pontos, nas 15 canções que por lá passaram, tendo as cinco mais votadas sido eleitas como finalistas.
O júri deste ano foi composto por Adelaide Ferreira (cantora), Carlos Avilez (encenador), João Braga (fadista), João Filipe Barbosa (jornalista / diretor de programas musicais e recreativos da RTP) e Luís Villas-Boas (divulgador de jazz). Por impedimento de João Filipe Barbosa, a estar presente na 3ª semifinal, o seu lugar foi ocupado por António Andrade (produtor) que também tinha sido um dos jurados de seleção. Melo Pereira foi o presidente do júri, sem direito a voto.
Os programas "Entretenimento Total" foram gravados nos estúdios da produtora Telecine, que trabalhava em conjunto com a RTP em inúmeros programas recreativos durante os primeiros anos da década de 90. Estes estúdios localizavam-se em Algés.
Os cinco compositores convidados, para a final do Festival da Canção, foram Pedro Osório, Paco Bandeira, Paulo de Carvalho, José Niza e Nuno Nazareth Fernandes.
Na final a canção vencedora foi escolhida pelo júri distrital que se pronunciou pelo tema "Amor D'Água Fresca" com poema de Rosa Lobato de Faria e com música e interpretação de Dina.
Cristina Roque venceu o prémio de interpretação pela defesa do tema "A tua cor café".

### Semi-finais
| #           | Artista             | Canção                     | Letra (l) / Música (m)                                                    | Classificação | Pontuação   |             |
| Semifinal 1 | Semifinal 1         | Semifinal 1                | Semifinal 1                                                               | Semifinal 1   | Semifinal 1 | Semifinal 1 |
| ----------- | ------------------- | -------------------------- | ------------------------------------------------------------------------- | ------------- | ----------- | ----------- |
| 1º          | Carla Saramago      | "Louca ilusão"             | José Liaça (m), Carla Saramago, Carla Brito Santos e Ana Paula Coelho (l) | 11º           | 22          |             |
| 2º          | Olívia              | "Chão de baile"            | Fernando Correia Martins (m), Rosa Lobato de Faria (l)                    | 10º           | 25          |             |
| 3º          | Álvaro              | "Num campo de margaridas"  | Mário Tavares (m), Gil Milheiro (l)                                       | 13º           | 17          |             |
| Semifinal 2 |                     |                            |                                                                           |               |             |             |
| 1º          | Tozé Morais         | "Esta noite vou mais além" | Rui Padinha (m), Tozé Morais (l)                                          | 15º           | 14          |             |
| 2º          | Zé Mi               | "É à noite"                | Luís Maduro (m & l)                                                       | 6º            | 30          |             |
| 3º          | Dina                | "Amor D'Água Fresca"       | Dina (m), Rosa Lobato de Faria (l)                                        | 2º            | 40          |             |
| Semifinal 3 |                     |                            |                                                                           |               |             |             |
| 1º          | Isabel Campelo      | "Chuva de alegria"         | Alexandre Ribeiro (m), Nuno Gomes dos Santos (l)                          | 8º            | 28          |             |
| 2º          | Marco Quelhas       | "Paisagens de amor"        | Marcelino Quelhas (m & l)                                                 | 9º            | 27          |             |
| 3º          | Maria Emauz e Silva | "Outra noite"              | Maria Emauz e Silva (m & l)                                               | 4º            | 31          |             |
| Semifinal 4 |                     |                            |                                                                           |               |             |             |
| 1º          | Tony Carreira       | "Romântico e sonhador"     | António Antunes (m & l)                                                   | 14º           | 16          |             |
| 2º          | São                 | "Baloiço ao vento"         | Mário Rui Teixeira (m), Maria da Conceição e Silva (l)                    | 11º           | 22          |             |
| 3º          | Cristina Roque      | "A tua cor café"           | Marco Quelhas (m & l)                                                     | 4º            | 31          |             |
| Semifinal 5 |                     |                            |                                                                           |               |             |             |
| 1º          | Luísa Basto         | "Barco de navegantes"      | Nuno Gomes dos Santos (m & l)                                             | 6º            | 30          |             |
| 2º          | Nani                | "Eu sou Maria-rapaz"       | Luís Filipe (m), Rosa Lobato de Faria (l)                                 | 1º            | 42          |             |
| 3º          | Os Safari           | "Amo o sol"                | Paulo Fernandes, José Luis Fernandes e Fernando Araújo (m & l)            | 2º            | 40          |             |

### Final
| #   | Artista        | Canção                      | Letra (l) / Música (m)                                         | Classificação | Pontuação |
| --- | -------------- | --------------------------- | -------------------------------------------------------------- | ------------- | --------- |
| 1º  | Rita Guerra    | "Meu amor inventado em mim" | Pedro Osório (m & l)                                           | 2º            | 170       |
| 2º  | Dina           | "Amor D'Água Fresca"        | Dina (m), Rosa Lobato de Faria (l)                             | 1º            | 230       |
| 3º  | Luís Duarte    | "Um amigo sempre à mão"     | Paco Bandeira (m & l)                                          | 10º           | 47        |
| 4º  | José Carvalho  | "Foi aparecida"             | Paulo de Carvalho (m & l)                                      | 8º            | 100       |
| 5º  | Isabel Campelo | "Boa noite tristeza"        | José Niza (m & l)                                              | 4º            | 141       |
| 6º  | Nani           | "Eu sou Maria-rapaz"        | Luís Filipe (m), Rosa Lobato de Faria (l)                      | 3º            | 157       |
| 7º  | Os Safari      | "Amo o sol"                 | Paulo Fernandes, José Luis Fernandes e Fernando Araújo (m & l) | 5º            | 140       |
| 8º  | Maria Emauz    | "Outra noite"               | Maria Emauz (m & l)                                            | 9º            | 52        |
| 9º  | Cristina Roque | "A tua cor café"            | Marco Quelhas (m & l)                                          | 6º            | 137       |
| 10º | Diana          | "Um adeus que demora"       | Nuno Nazareth Fernandes (m & l)                                | 7º            | 102       |